# Primarni amebni meningoencefalitis
Primarni amebni meningoencefalitis (PAM ili PAME) je bolest središnjeg živčanog sustava uzrokovana infekcijom amebom Naegleria fowleri. To je akutna gnojna upala mozga i moždanih ovojnica.

## Simptomi
Ameba Naegleria fowleri živi u toplim slatkovodnim stajaćicama, vodama loše održavanih bazena za kupanje s malo klora, toplim otpadnim vodama iz tvornica i u tlu, obično u ljetnim mjesecima, za vrijeme suša. U živčani sustav ulazi nakon udisanja inficirane vode, pripojivši se na njušne živce, a onda migrira u nosni živac u prednjem mozgu gdje se jako umnoži hraneći se živčanim tkivom.  Nestale živčane stanice zamjenjuju se mrtvim lezijama. Tijekom ovog stadija koji se događa 3 - 7 dana nakon infekcije tipični su simptomi anosmija i promjene u osjetima mirisa (parosmija) i okusa (ageuzija). 
Nakon što se amebe namnože i pojedu veći dio njušnog živca infekcija se velikom brzinom širi kroz aksone mitralnih stanica na ostatak mozga. To rezultira simptomima encefalitisa uključujući migrenu (glavobolju), mučninu, vrućicu i ukočenost vratnih mišića, što može napredovati do povraćanja, delirijuma, moždanog udara i na kraju nepovratne kome. Smrt obično nastupa nakon 14 dana zbog zatajenja dišnog sustava, kada se infekcija proširi na produženu moždinu koja upravlja temeljnim životnim procesima (disanjem, probavom i radom srca) te kada su uništene autonomne živčane stanice primozga.
Bolest je iznimno smrtonosna i vrlo rijetka: postojalo je manje od 200 potvrđenih slučajeva u povijesti medicine do 2004. godine, a 300 slučajeva do 2008. godine. Uzrok ekstremne smrtnosti su u početku neprimjetni simptomi zajedno s potrebnim nalazom mikrobiološke kulture likvora kako bi se postigla pozitivna dijagnoza. Problem je to što se ameba širi vrlo brzo u mnoge dijelove mozga odjednom, kao i u ranjivi primozak.

## Uzrok
Naegleria fowleri je ameba koja je sveprisutna u tlu i toploj vodi. Infekcije se najčešće događaju u ljetnim mjesecima, a pacijenti su najčešće izloženi prirodnoj vodi. Ameba posebno voli temperature iznad 32 °C pa se može naći u vodi grijanoj geotermalnom aktivnošću. Organizam je osjetljiv na klor (<0.5 ppm). Izloženost amebi uobičajena je zbog rasprostranjenosti u prirodi, no ona ne može zaraziti tijelo osim direktnim kontaktom s mirisnim živcima, što se može dogoditi samo dubokim vertikalnim ulaskom vode u paranazalne sinuse.
Michael Beach, rekreacijski specijalist za vodene bolesti američkog Centra za kontrolu i sprječavanje bolesti preporučio je nošenje kvačice za nos kako bi se spriječilo udisanje zaražene vode.

## Povijest
Ovaj je oblik infekcije živčanog sustava prvi put zabilježen u Australiji 1965. godine. Godine 1966. četiri su slučaja prijavljena u SAD-u. Do 1968. godine organizam za koji su mislili da je iz vrste Acanthamoeba ili Hartmanella indentificiran je kao ameba Naegleria. Iste je godine 16 slučajeva prijavljeno u Pragu. Godine 1970. vrsta je imenovana N. fowleri.

## Liječenje
Trenutačno standardno liječenje je intravenozna administracija velike količine Amfotericina B na koji je N. Fowleri osjetljiva in vitro i in vivo. To je protugljivični lijek koji je jedna od nekoliko djelotvornih terapija za infekcije sustava praživotinjskim parazitskim bolestima poput leišmanijaze i toksoplazmoza.
Liječenje PAM-a je obično bezuspješno, jer pacijenti najčešće već pokazuju znakove završne cerebralne nekroze. Čak ako je dijagnoza postavljena dovoljno rano, Amfotericin B je toksičan i kao krajnja mjera u terapiji uzrokuje znatnu i trajnu štetu na bubrezima.
Rifampicin je isto korišten s Amfoterecinom B u uspješnoj terapiji, no ima dokaza da ipak ne ubija Naegleriu.

## U modernoj kulturi
- Naegleria fowleri je bila uzrok bolesti u TV seriji Dr. House, u dvodjelnoj epizodi druge sezone imena Euphoria. Scenaristi su pogriješili s jednim simptomom bolesti. Dva zaražena lika (policajac i Dr. Eric Foreman) razvila su Antonovu sljepoću, stanje u kojem pacijent misli da može vidjeti, no zapravo ne može. To nije simptom N. fowleri čiji su simptomi promjena u okusu (ageuzija) ili mirisu (parosmija).[22]
- "Mozgojeduća ameba" koja zarazi plivače je spomenuta u epizodi prve sezone Dosjea X zvanoj Darkness Falls (hrv. Tama pada).

## Vanjske poveznice
- Primary Amebic Meningoencephalitis (engleski jezik)

|  | Molimo pročitajte upozorenje o korištenju medicinskih informacija. Ne provodite liječenje bez savjetovanja s liječnikom! |